# Abbaye de Salzinnes
L'abbaye de Salzinnes (ou abbaye du Val-Saint-Georges) était une abbaye de moniales cisterciennes. Fondée au début du XIIIe siècle dans la plaine de Salzinnes (à l’ouest de Namur, en Belgique) et en bord de Sambre (rive droite). Elle fut supprimée à la fin du XVIIIe siècle. 
Il n’en reste aucune trace sinon dans de riches archives (y compris iconographiques) conservées à Namur, et dans la toponymie de Salzinnes (où se trouve notamment une rue de l’abbaye) qui est aujourd’hui un faubourg de la ville de Namur (Belgique).

## Histoire
La date de fondation de l’abbaye n’est pas connue avec exactitude. Une tradition rapportant la consécration de l’abbatiale par le pape Innocent II, en 1130, est rejetée par les historiens. Le plus ancien document disponible remonte à 1202 : le marquis Philippe Ier, appelé « Philippe le Noble », fait don de terres aux « sœurs de l’église du bienheureux Georges, près de Namur ». Dès 1202 ou 1203 la communauté de moniales est affiliée à l’Ordre de Cîteaux par l’intermédiaire de l’abbé de Clairvaux, qui confie à l’abbé d’Aulne la tâche de faire les visites canoniques régulières et présider aux élections abbatiales de cette nouvelle fondation. La libéralité d’autres seigneurs, tel Thomas de Savoie comte de Flandre et de Hainaut, permet au monastère de se développer.

### Présence de Sainte Julienne
En 1247, l’abbaye de Salzinnes entre dans l’histoire lorsqu’elle reçoit Julienne de Cornillon, prieure du couvent augustin du Mont-Cornillon (Liège). Persécutées et poursuivies, Julienne et quelques compagnes partent en exil. Les communautés cisterciennes de Robertmont et Huy sont trop proches de Liège. Julienne doit les quitter après quelque temps. Elle trouve enfin refuge à Salzinnes (hors de la Principauté de Liège) ou l’abbesse Imaine la reçoit comme une sœur.  
Deux ans plus tard (1249), une émeute contre Marie de Brienne, à Namur, se tourne contre l’abbaye de Salzinnes (dont la comtesse de Namur est proche), faisant fuir à nouveau Julienne qui meurt comme recluse près de la collégiale de Fosses-la-Ville (5 avril 1258).  
Imaine, abbesse de Salzinnes, termine elle-même sa vie en exil, à l’abbaye de Flines, dont elle est l’abbesse durant les trois dernières années de sa vie. Elle y meurt en 1270.

### Développement
Sise en bordure de la Sambre l’abbaye n’a que jardins et vergers dans son enclos. Un mur d’enceinte est construit en 1265 pour que soit mieux respectée la clôture, tel que ce fut demandé par le chapitre général de Cîteaux. Les ressources financières que lui procurent ses domaines en forêt de Marlagne, et plus loin encore, permettent la construction du monastère et de son église en matériaux solides. 
Au XVe siècle, l’abbaye est puissante. Avec ses moulins, terres, pressoirs, rentes et redevances diverses, elle est une des plus riches du comté de Namur. Une certaine décadence religieuse s’y installe cependant, au point que, en 1450, Jeanne de Senzeilles est envoyée de Soleilmont, pour y introduire une réforme qui s’est répandue dans le comté de Namur à partir de l’abbaye de Marche-les-Dames. 
Dans l'église Saint-Germain-d’Auxerre (située à Saint-Germain), les fonts baptismaux portent la mention « 1604 Don de l'abbaye de Salzinnes ».
Rien ne marque particulièrement la vie de l’abbaye sinon les troubles liés aux temps de guerre et conflits. Ainsi au XVIe siècle, les moniales doivent fuir et se réfugier dans leur hôtel particulier de Namur, lorsqu’une troupe de soldats rebelles occupent l’abbaye et la pillent non sans avoir tué le chapelain qui tentait de s’opposer à eux.  
Les bâtiments de l’abbaye ne subissent pas de grands dégâts lors des guerres et sièges successifs de la ville de Namur, à la fin du XVIIe et début du XXVIIIe siècle. 
Comme en beaucoup d’autres abbayes, une restauration en profondeur des bâtiments est mise en chantier durant le XVIIIe siècle, d’abord en 1761-1763 sous la direction de l’architecte Jean-Baptiste Chermanne. Mais plus encore, des plans grandioses de reconstruction du quartier abbatial sont soumis par Ange de Bellanger (abbesse de 1778 à 1780) à l’abbé de Boneffe qui, effrayé par le coût du projet, donne un avis défavorable. Ce quartier ne sera pas réalisé.

### Fin de l’abbaye
La dispersion définitive des moniales se produit à la fin du XVIIIe siècle, lors des troubles de la période révolutionnaire. En 1808 les 18 survivantes se réunissent dans l’ancienne abbaye de Malonne. La dernière abbesse, Albertine Frérot, y meurt en novembre 1829. La dernière moniale de Salzinnes meurt à l’âge de 88 ans, le 17 mars 1851. 
Les bâtiments sont presque tous démolis au XVIIIe siècle. Le séminaire de Namur y a sa maison de campagne. Un nouveau Grand séminaire y est construit dans les années 1970. Le seul souvenir de l’abbaye de Salzinnes se trouve dans la toponymie locale de Salzinnes : rue et quai de l’abbaye, etc.

## Aujourd'hui
Le site ayant abrité, à partir des années 1970, le grand séminaire du diocèse de Namur, les bâtiments ont été vendus à la province de Namur, lorsque André Léonard était évêque du lieu. De l'abbaye, il ne reste qu'un portail de ferme en plein cintre restauré lors de la construction du Séminaire.

## Antiphonaire de Salzinnes
Un précieux livre liturgique utilisé pour le chant de l’office divin des moniales est préservé à la Patrick Power Library, de l’université Sainte-Marie de Halifax, en Nouvelle-Écosse (Canada). Connu sous le nom de ‘Antiphonaire de Salzinnes’ ce manuscrit en deux volumes composé de 240 pages date du XVIe siècle.  Il fut commandé par l’abbesse Julienne de Glymes en 1554 ou 1555. 
Outre son usage liturgique le manuscrit est un document intéressant, du point de vue socio-historique et culturel. Ses illustrations et enluminures donnent un aperçu sur la vie de moniales des Pays-Bas au XVIe siècle.